# Séisme de 1913 au Panama
Le séisme de 1913 au Panama est un mouvement sismique survenu le 2 octobre 1913.

## Déroulement et conséquences
L'épicentre du tremblement de terre était situé à la faille de Tonosí,, dans la Péninsule d'Azuero, avec une magnitude de 6,9 sur l'échelle de Richter.
Le tremblement de terre a principalement touché la zone sud de la péninsule d'Azuero, provoquant des glissements de terrain et de graves dommages aux villes, dont principalement la destruction du clocher de l'église de Macaracas dans la province de Los Santos.

Le tremblement de terre a généré un petit tsunami qui a atteint le golfe de San Miguel, dans la province du Darien.